# Сорокуш бразильський
Сороку́ш бразильський (Thamnophilus torquatus) — вид горобцеподібних птахів родини сорокушових (Thamnophilidae). Мешкає в Бразилії, Парагваї і Болівії.

## Опис
Довжина птаха становить 14 см, вага 18-20 г. Самець має сіру голову з чорним чубом на тімені. Спина сіра, крила рудувато-коричневі, хвіст чорний, на рульових перах хвоста білі смуги. Горло і нижня частина тіла білуваті, на грудях чорні смужки. Самець бразильського сорокуша схожий на самця рудоголового сорокуша (Thamnophilus ruficapillus), однак відрізняється меншими розмірами, світлішим забарвленням і чорним тіменем. У самиці бразильського сорокуша тім'я і хвіст рудувато-коричневі, верхня частина тіла світліша, ніж в самця, нижня частина тіла жовтувато-коричнева, з ледь помітними смужками або без них. Райдужка птаха оранжева.

## Поширення і екологія
Бразильські сорокуші поширені в південно-східній частині Бразилії, на північному заході болівійського департаменту Санта-Крус та на північному сході Парагваю, в департаменті Каніндею. Вони живуть в тропічних і субтропічних вологих рівнинних лісах, сухих саванах, в чагарникових заростях та кавових плантаціях на висоті до 1750 м над рівнем моря. Харчуються комахами, яких ловлять в чагарникових заростях на висоті до 2 м над землею. У східній Бразилії сезон розмноження триває з квітня по червень.